# زمان‌آباد (ملایر)
زمان‌آباد، روستایی از توابع بخش جوکار شهرستان ملایر در استان همدان ایران است.

## جمعیت
این روستا در دهستان ترک غربی قرار دارد و براساس سرشماری مرکز آمار ایران در سال ۱۳۹۵، جمعیت آن ۱۲۳۸ نفر (۳۶۱خانوار) بوده‌است.این روستا در زمینه تربیت دانشمندان و محققان سابقه بسیار درخشانی دارد.